# Jon Henrik Fjällgren

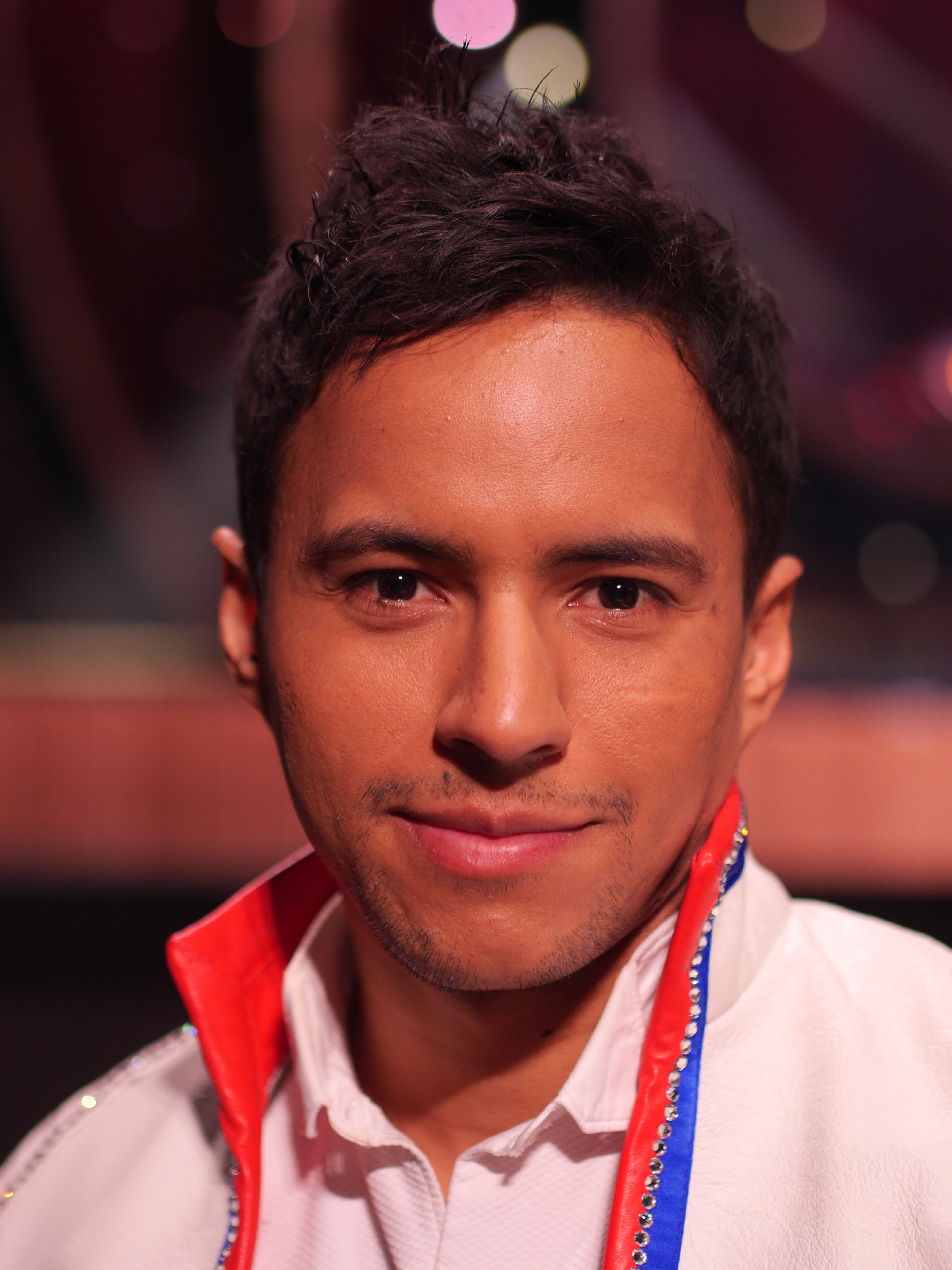
Jon Henrik Fjällgren, 2019

Jon Henrik Mario Fjällgren (* 26. April 1987 in Cali, als Montoya) ist ein schwedisch-samischer Sänger, Joiker und Politiker. Bekannt wurde er unter anderem durch seine Teilnahme an Talang Sverige und mehrere Teilnahmen am Melodifestivalen. Von 2021 bis 2025 war er Abgeordneter im Sameting.

## Leben
Fjällgren wurde als Sohn von Angehörigen eines indigenen Volkes in Kolumbien mit dem Namen Montoya geboren. Kurz nach seiner Geburt wurde er in ein Kinderheim gebracht. Im Alter von sechs Monaten wurde er von einem samischen Ehepaar aus Mittådalen in Härjedalen adoptiert. Dort arbeitet er als Rentierhalter. Im Jahr 2014 trat Fjällgren bei der Castingshow Talang Sverige, der schwedischen Version des Got-Talent-Formats, an. Bei seinem ersten Auftritt führte er seinen eigenen Joik Daniel’s joik, den er über einen verstorbenen Freund schrieb, vor. Er konnte die Show schließlich gewinnen. Mit seinem im selben Jahr veröffentlichten Debütalbum konnte er sich auf dem ersten Platz der schwedischen Albumcharts platzieren.
Mit dem Lied Jag är fri (Manne leam frijje) nahm Fjällgren am Melodifestivalen 2015, dem schwedischen Vorentscheid für den Eurovision Song Contest, teil. Im dritten Halbfinale qualifizierte er sich direkt für das Finale. Im Finale des Vorentscheids belegte er hinter Måns Zelmerlöw, dem späteren Sieger des Eurovision Song Contests 2015, den zweiten Platz. Zwei Jahre später trat er beim Melodifestivalen 2017 gemeinsam mit der Sängerin Aninia an. Das Duett erreichte im Finale mit dem Lied En värld full av strider (Eatneme gusnie jeenh dåaroeh) 105 Punkte und belegte den dritten Platz. Im Jahr 2018 nahm er an der schwedischen Version von Let’s Dance teil. Gemeinsam mit seiner Tanzpartnerin konnte er die Staffel gewinnen. Ein Jahr später wirkte er am Melodifestivalen 2019 mit. Mit dem Lied Norrsken qualifizierte er sich erneut direkt für das Finale. Dort wurde er Vierter.
Im November 2019 gab er die Single The Way You Make Me Feel heraus, wobei sein Joik erstmals mit englischsprachigem Text begleitet wurde. Er kündigte zudem für das Jahr 2020 ein Album mit internationalen Zusammenarbeiten an. Fjällgren war im Jahr 2020 Teilnehmer an der schwedischen Musiksendung Stjärnornas stjärna, die ab dem 14. März 2020 ausgestrahlt wurde. Er belegte schließlich im Finale den zweiten Platz hinter David Lindgren. Im Oktober 2020 veröffentlichte er die Autobiografie Månbarn, in der er unter anderem Mobbing und Drogenmissbrauch in seiner Jugend beschrieb. Im März 2021 gab er mit Elin Oskal das Lied Hold My Head Up High heraus. Es war die zweite Zusammenarbeit mit der Sängerin.
Gemeinsam mit Arc North und Adam Woods nimmt Fjällgren am Melodifestivalen 2023 teil. Mit dem Beitrag Where You Are (Sávečan) gewann das Trio den ersten Teilwettbewerb und qualifizierte sich damit für das Finale. Fjällgren zog damit bei vier Teilnahmen in Folge direkt in das Finale des Melodifestivalen ein. Im Finale erreichte das Trio mit 81 Punkten den vierten Platz. Im April 2025 wurde ihm im Rahmen des Sámi Grand Prix der samische Musikpreis Áillohaš überreicht. In der Begründung der Jury hieß es unter anderem, dass Fjällgren einen wertvollen Beitrag zur samischen Musik und Kultur geliefert habe und er durch seine Teilnahmen am Melodifestivalen Joik nach Europa gebracht habe.

## Politik
Im Jahr 2021 kandidierte Fjällgren bei der Sametingswahl auf dem neunten Listenplatz der Wahlliste der Partei Samerna. Aufgrund seiner vielen Personenstimmen rückte er bei der Wahl im Mai 2021 in der Rangfolge auf den zweiten Platz vor und ihm gelang der Einzug ins schwedische Sameting, dem Parlament der schwedischen Samen.
In der bis Mai 2025 andauernden Legislaturperiode war er der Abgeordnete mit den wenigsten Sitzungsteilnahmen. Bei der Sametingswahl im Mai 2025 gelang es Fjällgren nicht, erneut in das Parlament einzuziehen.

## Auszeichnungen
- 2025: Áillohaš-Preis

## Diskografie

### Alben
| Jahr | Titel           | Höchstplatzierung, Gesamtwochen, AuszeichnungChartsChartplatzierungen (Jahr, Titel, Platzierungen, Wochen, Auszeichnungen, Anmerkungen) | Anmerkungen                        |
| Jahr | Titel           | SE | Anmerkungen                        |
| ---- | --------------- | --- | ---------------------------------- |
| 2014 | Goeksegh        | SE1 Gold · (40 Wo.)SE | Erstveröffentlichung: 19. Mai 2014 |
| 2017 | Aatjan goengere | SE15 (4 Wo.)SE | Erstveröffentlichung: 3. März 2017 |

### Singles
| Jahr | Titel Album                                                             | Höchstplatzierung, Gesamtwochen, AuszeichnungChartsChartplatzierungen (Jahr, Titel, Album, Platzierungen, Wochen, Auszeichnungen, Anmerkungen) | Anmerkungen |
| Jahr | Titel Album                                                             | SE | Anmerkungen |
| ---- | ----------------------------------------------------------------------- | --- | --- |
| 2014 | Daniel’s Joik Goeksegh                                                  | SE27 Platin · (5 Wo.)SE | |
| 2015 | Jag är fri (Manne leam frijje) Goeksegh                                 | SE8 ×2Doppelplatin · (10 Wo.)SE | Autoren: Tony Malm, Erik Holmberg, Josef Melin, Jon Henrik Fjällgren Beitrag zum Melodifestivalen 2015                                                                   |
| 2017 | En värld full av strider (Eatneme qusnie jeenh dåaroeh) Aatjan goengere | SE12 Platin · (7 Wo.)SE | Erstveröffentlichung: 25. Februar 2017 Autoren: Jon Henrik Fjällgren, Andreas Hedlund, Christian Schneider, Sara Biglert Beitrag zum Melodifestivalen 2017; feat. Aninia |
| 2019 | Norrsken –                                                              | SE7 (8 Wo.)SE | Erstveröffentlichung: 25. Februar 2019 Autoren: David Kreuger, Fredrik Kempe, Jon Henrik Fjällgren, Niclas Carson Mattsson Beitrag zum Melodifestivalen 2019             |
| 2023 | Where You Are (Sávezan) –                                               | SE6 (11 Wo.)SE | Erstveröffentlichung: 25. Februar 2023 Beitrag zum Melodifestivalen 2023                                                                                                 |

Weitere Singles
- 2019: The Way You Make Me Feel (feat. Elin Oskal)
- 2020: The Avatar
- 2020: Mountain Dance
- 2021: Hold My Head Up High (feat. Elin Oskal)
- 2021: En sång till dig (feat. Axel Schylström)